# Lee U-seok
Lee U-seok (이우석?; 10 luglio 1999) è un cestista sudcoreano.

## Carriera
Con la Corea del Sud ha disputato una edizione dei Campionati asiatici (2022).